# ジャン＝バティスト・アンリ・デュラン＝ブラジェ

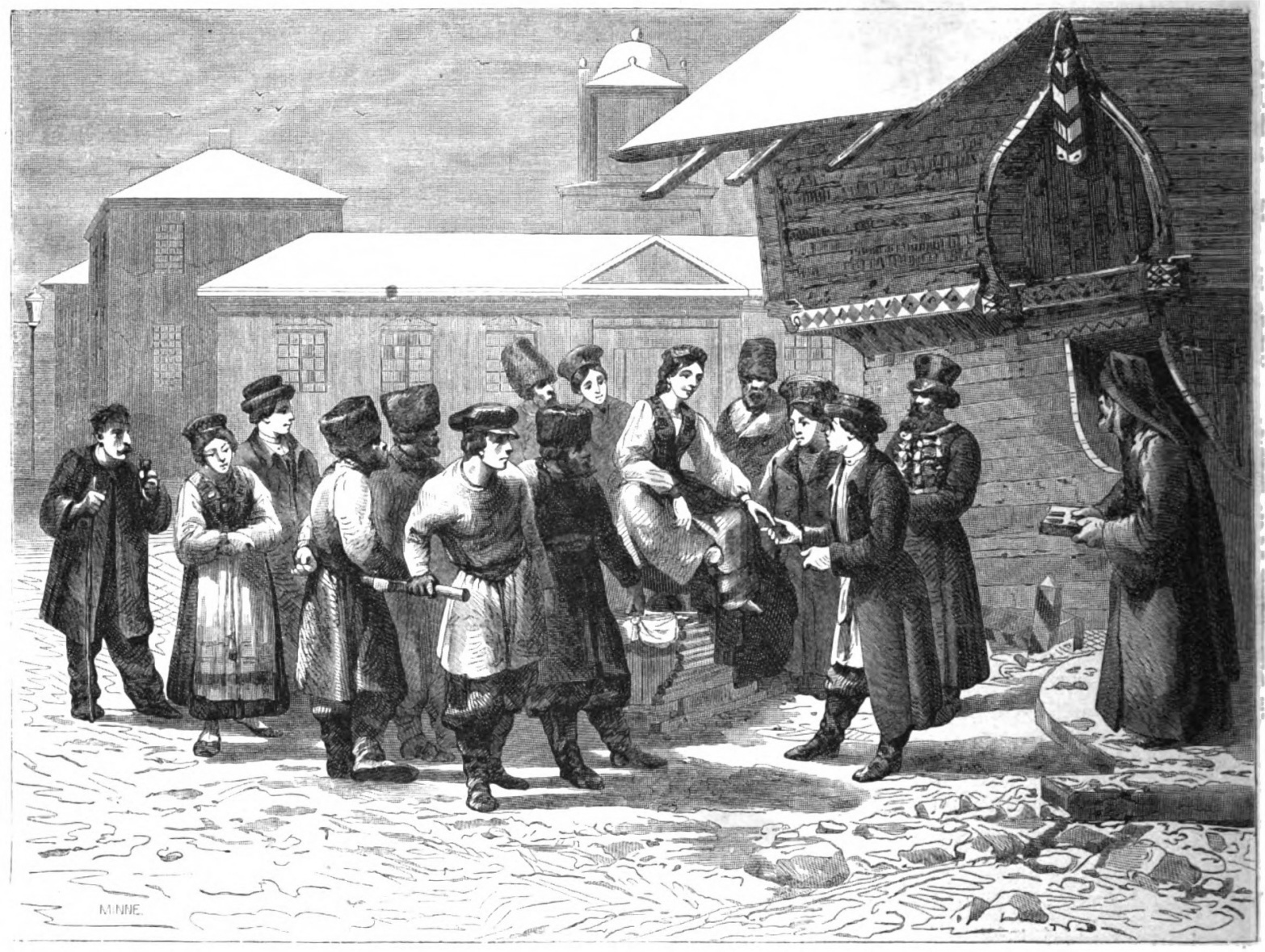
「ル・トゥール・デュ・モンド」に掲載されたデュラン＝ブラジェの挿絵「ロシアBeryozovoの結婚式」

ジャン＝バティスト・アンリ・デュラン＝ブラジェ（Jean-Baptiste Henri Durand-Brager、1814年5月21日 - 1879年4月25日）は、フランスの画家、版画家、イラストレーター、写真家である。海洋画を描いたことや、クリミア戦争の戦場の写真や中東の風景の写真を撮影したことなどで知られている。

## 略歴
ブルターニュのドル＝ド＝ブルターニュで生まれた。フランス海軍で働き、大尉にまで昇進した 。1840年にナポレオン・ボナパルトの没後20年がたって遺体のフランスへの返還が決まった後、それを引き取るために派遣された艦隊にデュラン＝ブラジェは参加している。セントヘレナ島で後に絵画にするための風景などの写真を撮影した。海岸の風景を描くのを得意としたウジェーヌ・イザベイ(1803-1886)やフランス海軍の艦隊を描いたテオドール・ギュダン(1802-1880)から絵を学んだ。
生涯で多くの船旅をし、1841年から1842年にはフランス軍艦でブエノスアイレスやモンテヴィデオに旅し、ウルグアイやブラジルの探検に参加した。モロッコのタンジェやエッサウィラの探検やマダガスカルの探検にも参加した。
クリミア戦争が起きた1850年代には、クリミアに滞在し、絵を描き、兵士や兵舎、戦場の写真も撮って記録した。その後、イスタンブールも訪れ、街の郊外で、モニュメントや街の人々の生活を撮影した。
1879年にヴァル＝ド＝マルヌ県の サン＝モーリスで亡くなった。弟子の画家にはシャルル・ユーフラジー・クワセグ(Charles Euphrasie Kuwasseg: 1838-1904)やエドゥアール・アダム(Édouard Adam: 1847-1929)がいた。
フランスの艦隊が参加した海戦などを描いた作品や、「イリュストラシオン」や 「ル・トゥール・デュ・モンド」といった雑誌や書籍に挿絵で知られている。

## 作品

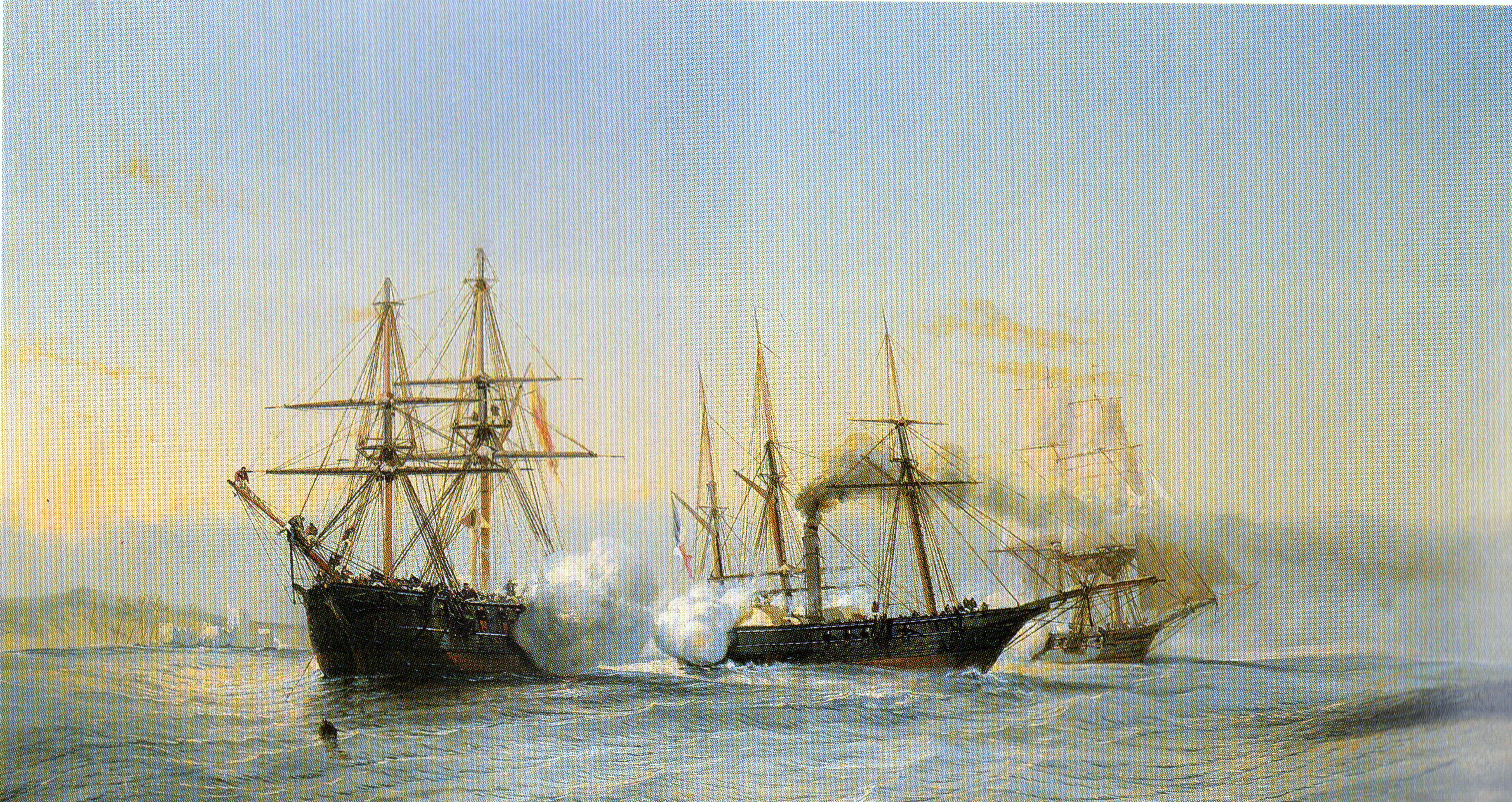
モロッコの沖の海戦（c.1845）
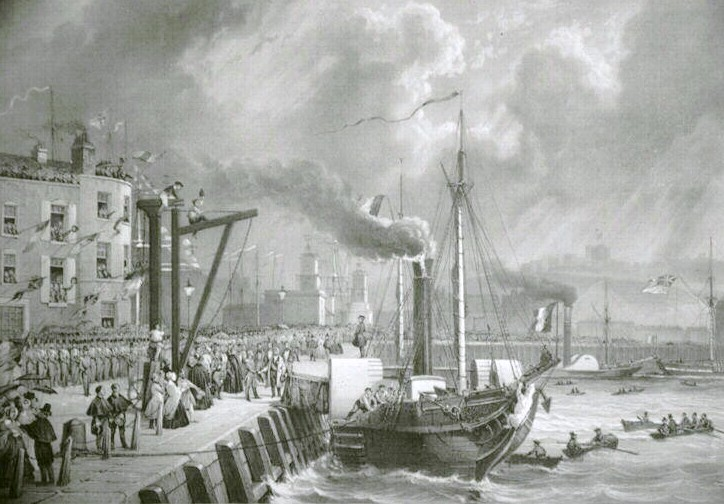
ドーバーの出航準備（版画）(1846)
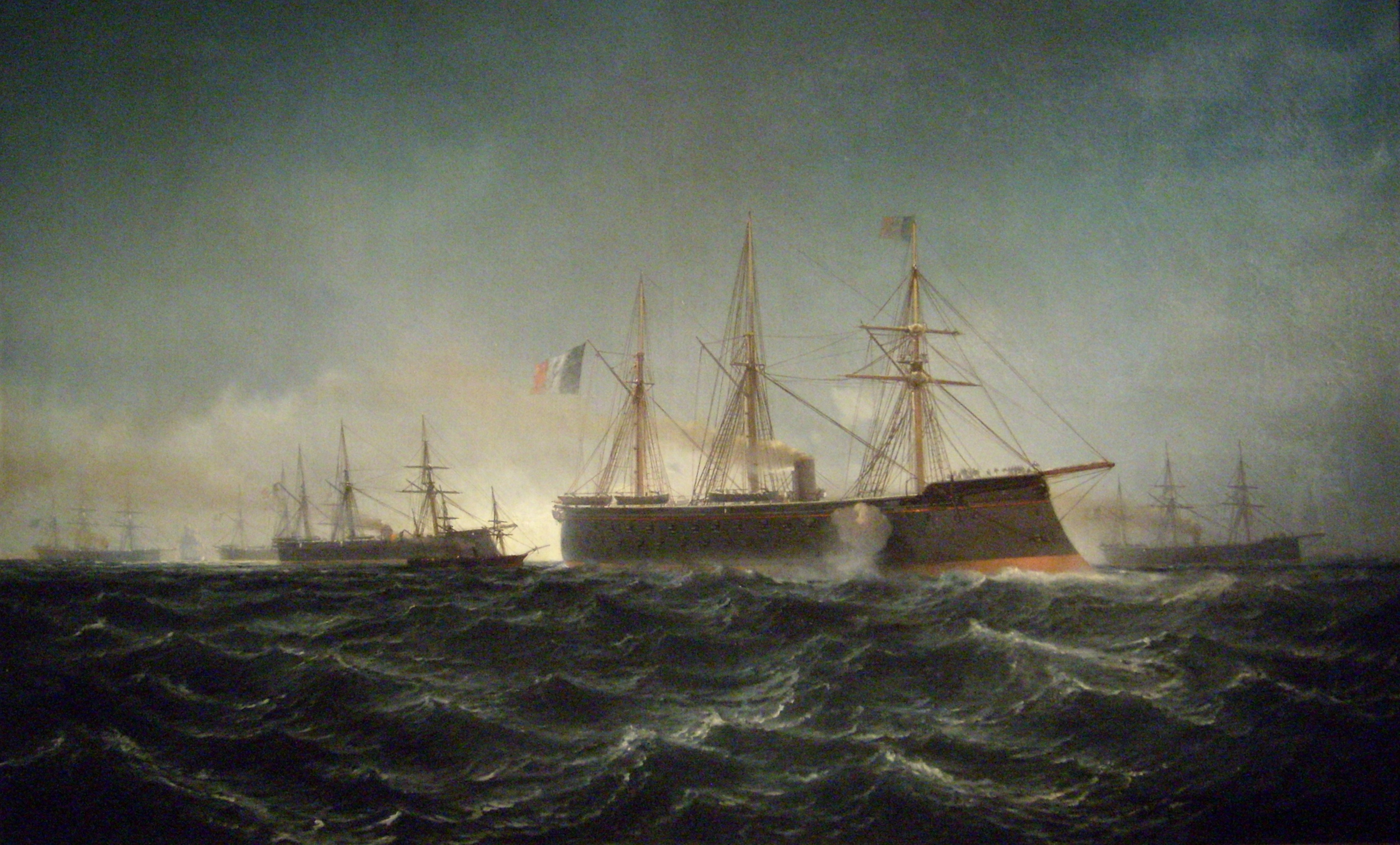
装甲艦 Magenta (1864)
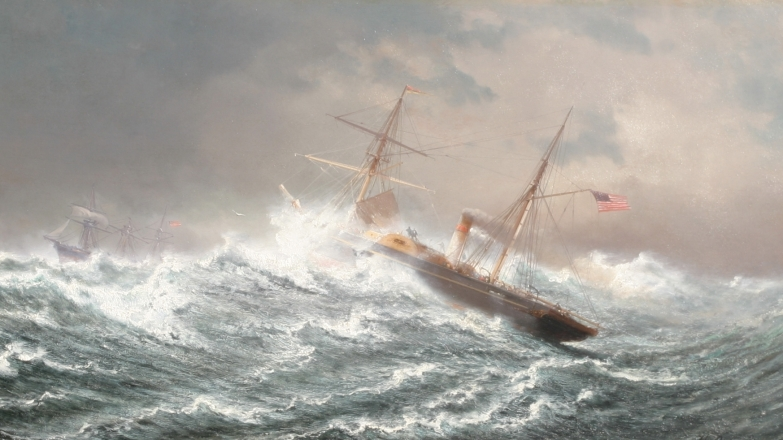
救助に向かうアメリカの外輪船"De Ruyter"
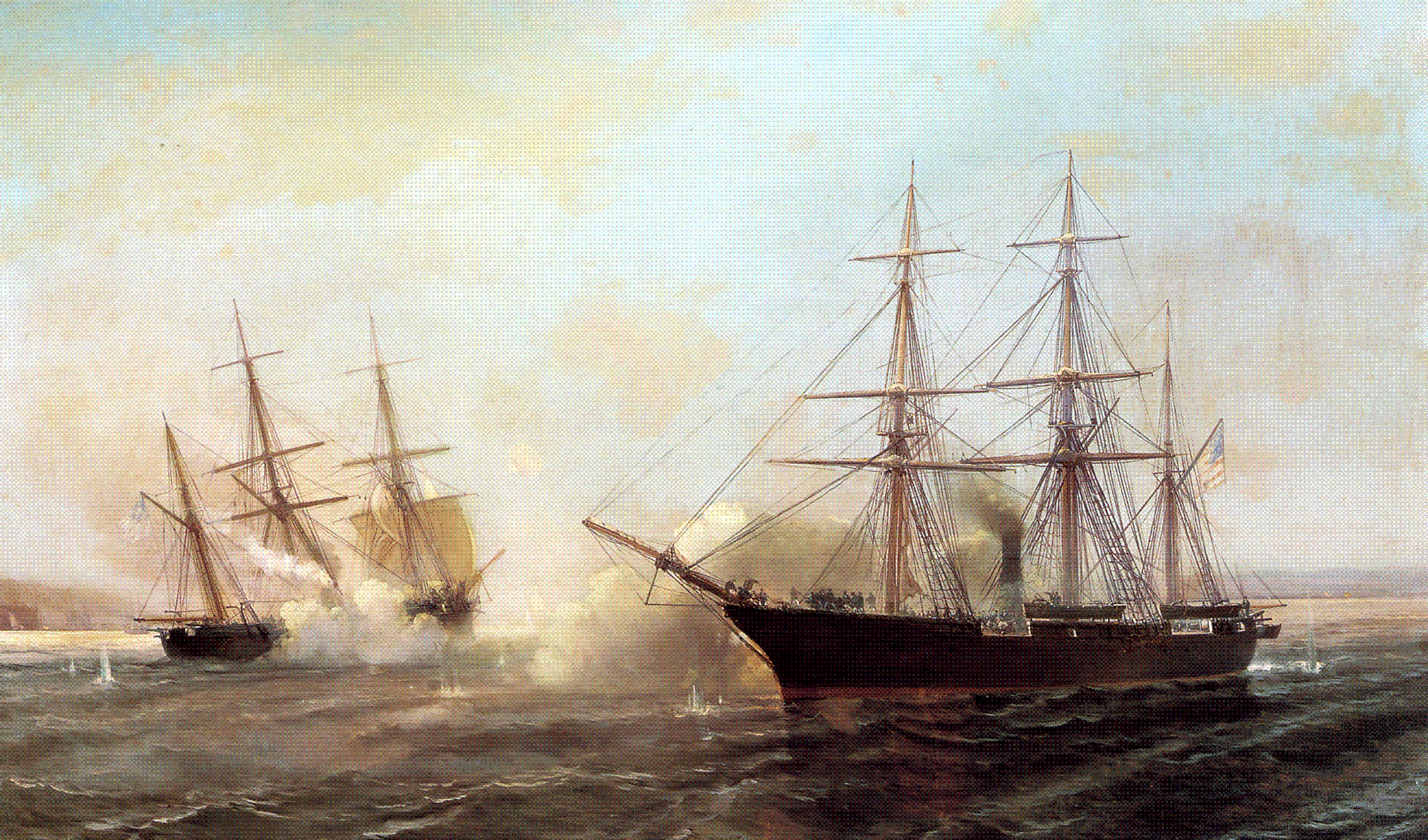
南北戦争のキアサージ号とアラバマ号の海戦(1864)